# Regionalratswahlen in Namibia 1992
Die Regionalratswahlen in Namibia 1992 fanden vom 30. November bis 2. Dezember 1992 zusammen mit den Kommunalwahlen statt. Es waren die ersten Regionalratswahlen in Namibia seit der Unabhängigkeit des Landes 1990. Sie basierten auf dem „Local Authority Act“ (Act 23, 1992), dem „Regional Council Act“ (Act 22, 1992) und dem „Electoral Act“ (Act 24, 1992).
Die Registrierung der 534.437 Wähler fand zwischen dem 21. September und 27. Oktober 1992 in 95 Wahlkreisen statt. Die Wahlbeteiligung lag bei 81,07 %. Die United Democratic Front of Namibia und die National Patriotic Front hielten diese Registrierungsphase jedoch für zu kurz, da etliche Namibier nicht im Besitz der notwendigen Identitätspapiere waren und wendeten sich an das Oberste Gericht. Ihre Beschwerde wurde am 18. November 1992 abgewiesen.

## Wahlergebnisse
- SWAPO: 71
- DTA: 21
- UDF: 3

Quelle:
| Partei                 | Stimmen | Sitze |
| ---------------------- | ------- | ----- |
| SWAPO                  | 256.778 | 71    |
| DTA                    | 103.359 | 21    |
| UDF                    | 9285    | 3     |
| SWANU                  | 2696    | 0     |
| NPF                    | 734     | 0     |
| Unabhängige Kandidaten | 430     | 0     |
| WRP                    | 175     | 0     |
| Gesamtsitze            | –       | 95    |